# Виноделие в Болгарии
По общей площади виноградников Болгария занимает место в первой мировой десятке: виноград для промышленного производства выращивают на площади в 100 тысяч гектаров, а 60 тысяч гектаров — для частного употребления. Ежегодно в Болгарии производится более 10 миллионов гектолитров вина, по этому показателю страна входит в первую мировую двадцатку. Среднее потребление вина в Болгарии составляло 11,2 литра на человека в год (данные на 2006 год).

## История виноделия
Виноделие известно в Болгарии с фракийских времён, о чём свидетельствуют археологические находки (остатки глиняных амфор, золотые кубки, скальные ванны с характерными углублениями и др.) Считается, что у фракийцев были обряды, связанные с употреблением вина. Фракийское вино было известно в Древней Греции и в Древнем Риме.
Первоначально виноградарство в землях Болгарии развивалось вдоль долины реки Марица и около крупных портов Чёрного моря, но постепенно оно получило распространение по всей территории страны. Когда славяне и праболгары заселили Балканский полуостров, они обнаружили на этих землях уже хорошо развитое виноградное хозяйство.
Не всегда виноградарство было благоприятным. В IX веке хан Крум приказал вырубить виноградники и ввёл законы против пьянства, наказания за чрезмерное употребление вина.
Развитию виноделия способствовало соседство страны с Византией, чья культурная традиция была связана с употреблением вина, и последующее принятие болгарами христианства, так как вино является частью обряда евхаристии. Монастыри внесли свою лепту в производство вин. Под их влиянием будущие светские виноделы построили самые первые винные погреба в Преславе, Плиске и Тырново.
Во время пятисотлетнего османского ига виноделие не утратило своих традиций. Но в этот период была проблема с хранением вина, из-за чего молодое вино могло стоить дороже выдержанного, так как неправильное хранение вина приводило к прокисанию.
В новоосвобожденном болгарском государстве в 1879 году, ещё до голосования Тырновской конституции, был принят закон о вине. Последующие 50 лет были изданы более 130 нормативных актов в области виноделия.
После освобождения Болгарии от османов началась интенсивная работа по введению современных научных достижений в области химии, которые напрямую касались производства вина. В университетах, в которых изучали земледелие, проводились и курсы по энологии, которые стали стержнем современного болгарского виноделия. В XIX веке в Болгарии сформировалось несколько основных центров, связанных с выращиванием винограда и производством вина: Сухиндол, Сливен, Ловеч, Стара-Загора, Плевен, Чирпан, Мелник. На ежегодных мировых выставках в ХІХ и в начале XX в., Болгария участвовала двумя основными продуктами — розовым маслом и вином.
Эпидемия филлоксеры не обошла и виноградники Болгарии. Особенно сильно были поражены виноградники в районе города Мелник.
В 1946 году в Болгарии была введена государственная монополия на производство и торговлю алкогольными напитками; учреждены государственные компании «Винпром» и «Винимпекс». В 1978 году был принят новый «Закон о вине», гарантировавший «натуральность и качество болгарских вин на внешнем и внутреннем рынке». Этот документ, регламентирующий все аспекты винопроизводства, был тщательно проработан и научно обоснован. Таким образом, из всех стран-участниц СЭВ Болгария располагала самым современным законодательством о вине. 

В эти годы Болгария экспортировала очень много вина и виноматериалов в Советский Союз. Большим ударом для болгарской винопромышленности стала антиалкогольная кампания в СССР 1985—1987 годов.
После падения коммунистического режима винные погреба одними из первых возродились как частные предприятия в 1990-х годах. Но крупные производители наоборот оказались в кризисе, так как упустили возможность сохранить рынки сбыта на пост-советском пространстве.
В 2000 году была учреждена Болгарская национальная палата виноградарства и виноделия, которая объединяет на профессиональной основе занятых виноградарством и виноделием, выдаёт сертификаты о происхождении качественного вина, формирует дегустационные комиссии для совершения обязательного органолептического анализа.
В последние годы в Болгарии наблюдается подъём в области виноделия. Развиваются уникальные местные сорта, улучшается технология, проводятся кампании, нацеленные на повышение популярности болгарских вин в Европе и других регионах мира. В настоящее время виноградарство и виноделие — почти целиком удел частных предприятий, но государство оказывает поддержку этой отрасли.

## Основные регионы виноделия

### Дунайская равнина
Регион расположен на севере Болгарии и охватывает центральную и западную часть Дунайской равнины, южный берег Дуная и прилежащих к нему регионов. Характеризуется умеренно континентальным климатом с жарким летом и большим количеством солнечных дней. В регионе получили распространение Мускат Оттонель, Гамза (также известный как Кадарка), Каберне Совиньон, Мерло, Шардоне, Алиготе, Памид и другие сорта. Производятся качественные белые сухие вина, классические игристые вина и качественные красные вина, имеющие богатый фруктовый аромат и свежий вкус.

### Фракийская низменность
Регион южной Болгарии, включающий в себя центральные части Фракийской низменности и части горы Сакар. Климат умеренно континентальный с хорошим распределением осадков во время всего вегетационного периода. Распространены сорта Мавруд, Мерло, Каберне Совиньон, Красный мискет, Памид и другие. Климатические условия благоприятствуют получению красных вин из сортов Каберне Совиньон и Мавруд, так как регион защищённого от холодных северных ветров. Особенно ценятся вина сугубо местного сорта Мавруд.

### Причерноморье
Расположен на востоке Болгарии. Тёплая и продолжительная осень благоприятно влияет на накопление достаточного количества сахара для получения белых полусухих вин. Выращиваются сорта Мускат Оттонель, Димят (он же Галан), Шардоне, Юни блан, Траминер, Совиньон блан и другие. В этом регионе производятся одни из лучших в Болгарии сухих и полусухих вин.

### Долина реки Струма
Небольшой регион на юго-западе страны. Расположен вдоль долины реки Струма. Специфические особенности климата приближают его к средиземноморским областям. Выращивается местный сорт Широка мелнишка лоза, а также Каберне Совиньон и Мерло. Местные жители гордятся фактом, что мехи с популярным мелнишским вином продавались в Европе греческими торговцами, и 500 литров этого вина ежегодно поставляли лично сэру Уинстону Черчиллю.

### Долина Роз
Расположен к югу от Балканских гор. Выращиваются сорта Красный мискет, Рислинг, Ркацители, Каберне Совиньон и Мерло. В регионе главным образом производят белые сухие и полусухие вина.

## Культивируемые сорта винограда

### Белые сорта
- Алиготе
- Ахелой
- Виненка
- Гевюрцтраминер
- Гергана
- Держанка (исторический сорт)
- Димят / Галан

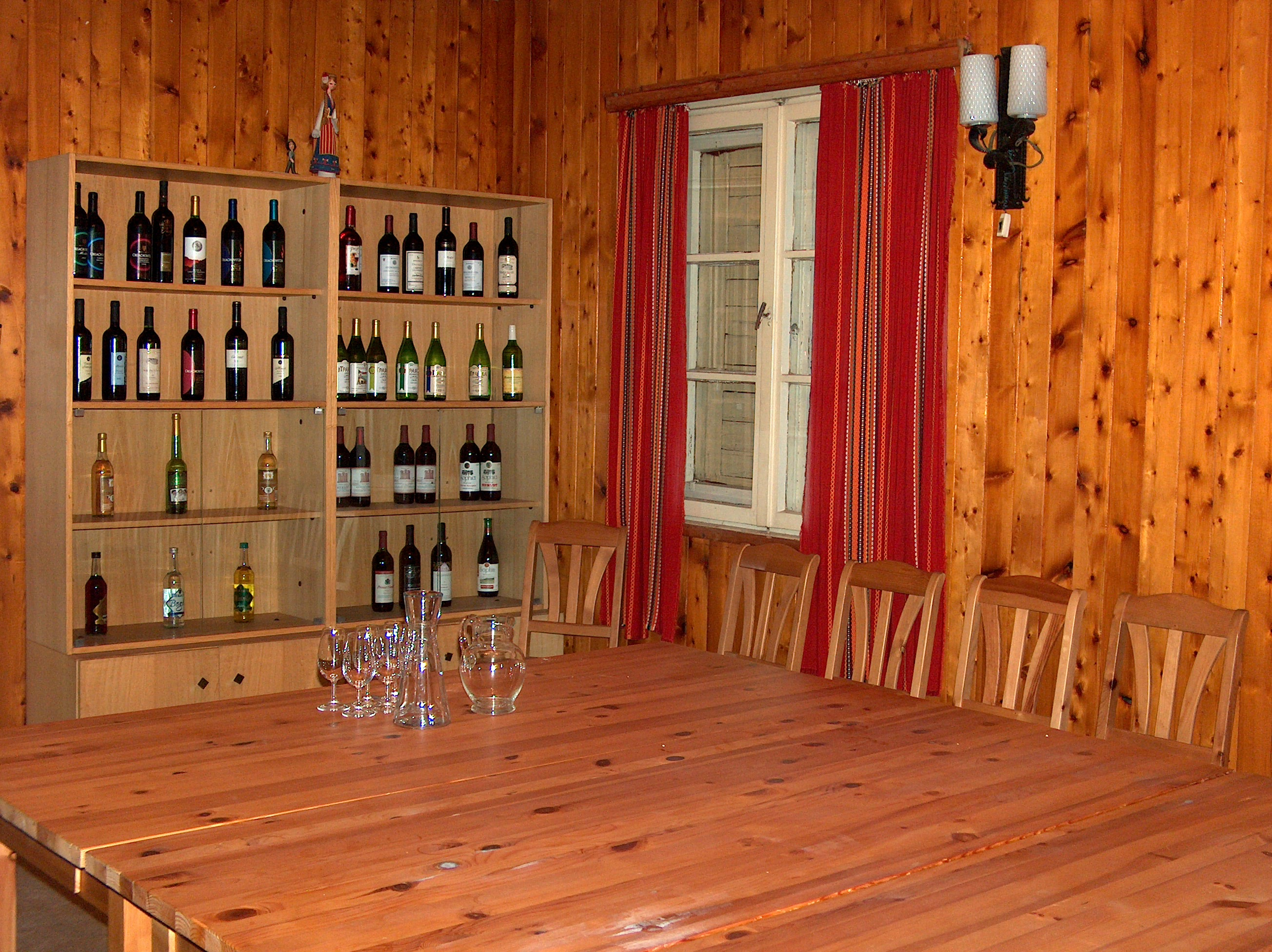
Дегустационная комната в селе Оряховица.

  - Димят червен, разновидность сорта Димят с окрашенными ягодами.
- Дружба
- Камчия
- Керацуда
- Кокорко
- Орфей
- Мускат Оттонель[нем.] (Мускатель)
- Рислинг
  - Рислинг болгарский
- Ркацители
- Тамянка, районированный вариант белого муската
- Совиньон блан
- Черноморский бриллиант (гибридный сорт)[4]
- Шардоне
- Юни-блан

### Красные сорта
- Берковско черно

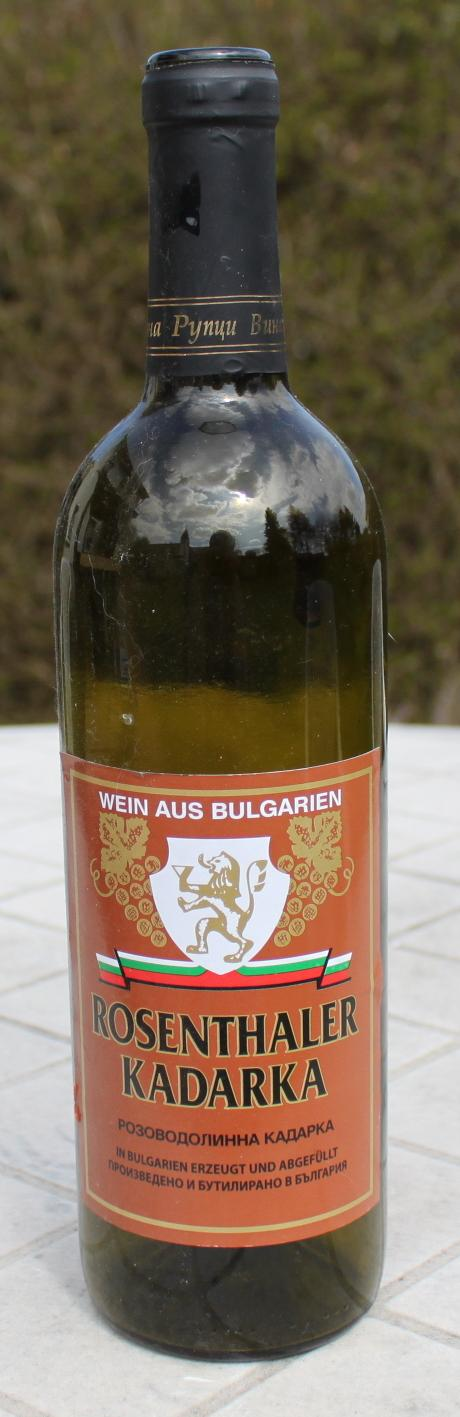
Болгарское вино «Кадарка»

- Гамза (Gamza) он же Кадарка (Kadarka)
  - Дунайская гамза (гымза) — межвидовой гибрид, выведенный Институтом виноградарства и виноделия, г. Плевен
- Каберне Совиньон (Cabernet Sauvignon)
- Мавруд (Mavrud) он же Качивела
  - Кукленский мавруд
  - Евмолпия (Тракийский мавруд)
- Мелнишки рубин
- Мискет Красный (Red Misket, Misket Cherven)
  - Мискет варненский
  - Мискет врачанский
  - Мискет кайлышский
  - Мискет марковский
  - Мискет санданский
  - Мискет сунгурларский
- Мерло (Merlot)
- Памид (Pamid)
- Пино нуар (Pinot noir)
- Рубин
  - Рубин септемврийский
- Тракийская слава
- Трапезица
- Шевка
- Широка мелнишка лоза (Melnik)
  - Ранна мелнишка лоза (Melnik 55)
- Хеброс

## Национальная классификация вин

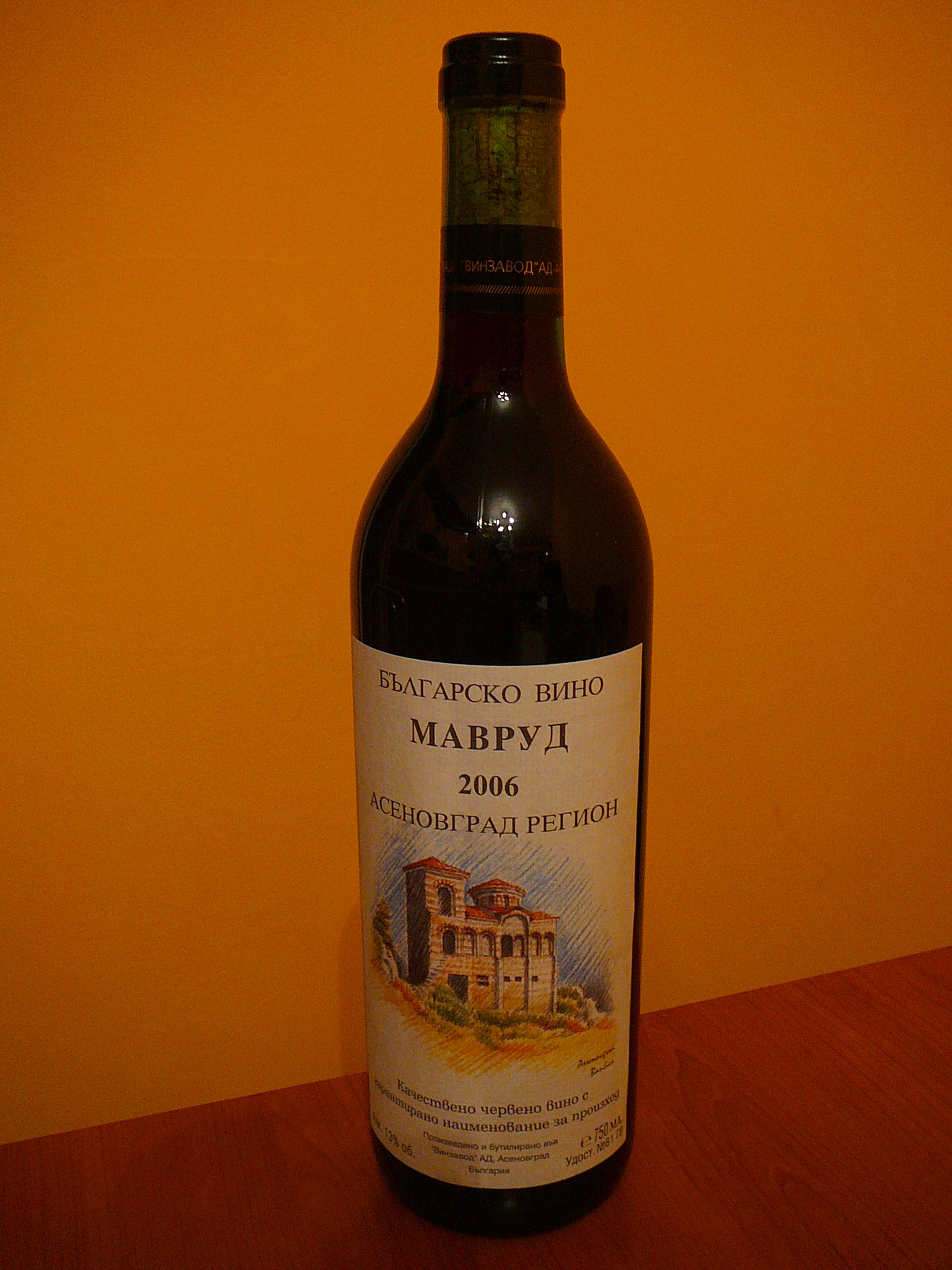
Асеновградский мавруд

В 2000 г. Болгария приняла классификацию вин, основанную на территориальном принципе и соответствующую регламентам ЕС. Болгарская классификация вин имеет четыре категории.
- Первая — столовые вина.
- Вторая — вина местных марок. К специфически болгарским маркам относятся вина из винограда сортов Мавруд, Димят, Кадарка (Гамза), Мелник.
- Третья — вина, произведённые из винограда сортов определённого качества, выращенного в определённых регионах (DGO). Сюда входят высококачественные вина Рислинг, Мускат Оттонель, Каберне Совиньон, Мерло и др. На этикетке обязательно должна быть указана местность происхождения.
- Четвёртая — высшая категория: наименование, контролируемое по происхождению, «контролиран» — аналогична французской категории АОС. Вина изготавливаются из винограда, выращенного на специально аккредитованных территориях со специфическими агрометеорологическими условиями, которые обеспечивают винограду — и затем вину — особый вкус и аромат (например, территории вокруг городов Стралджа, Брезово, Карлово и Сунгурларе для сорта Червен мискет (красный мускатный), Пловдив и Чирпан для сорта Мавруд, Мелник для сорта Широка мелнишка лоза и др.) Эту категорию присваивает экспертная комиссия.

Нужно отметить, что вина третьей (DGO) и четвёртой («контролиран») категорий легко перепутать, так на этикетке вина третьей категории может быть название того же географического региона, например вина «Асеновград Мавруд» и «Асеновград Мавруд Контролиран». У вина четвёртой категории слово «контролиран» обязательно должно быть на этикетке.
Надписи на этикетках болгарских вин могут быть выполнены на болгарском, английском, немецком или французском языке.

## Производители болгарских вин
Крупных и мелких производителей вин в Болгарии больше сотни, здесь перечислены только некоторые из них.
- Бесса Вэли (англ. Besa Valley, болг. Беса Валей) — существует с 2005 года в селе Огняново Пазарджикской области, производит преимущественно красные вина. Винодельня отмечена «3 звёздами» [источник не указан 4970 дней] и комментарием «многообещающая» в справочнике Хью Джонсона.
- Винодельческое хозяйство Балар АД (Winery Balar AD) Шато и виноградные массивы «БАЛАР» АД расположены в районе Скалица, около 30 км юго-западнее г. Ямбол.[5]
- Винпром Дамяница. Предприятие основано в 1940 году, в 1997 году приватизировано. Выпускает вина из сортов Широка Мелнишка лоза, Каберне Фран, Мерло и Каберне Совиньон. Специализируется на автохтонном сорте Мелник.
- Терра Танга — новая винодельня, демонстрирующая вина высокого качества из классических европейских сортов Каберне Совиньон и Мерло.
- Букет Телиш — существует с 1961 года в городе Телиш. Специализируется на красных винах Каберне Совиньон и Мерло, также производит вина из сортов Сторгозия, Памид и Букет. Имеет национальные и международные награды.
- Винный погреб «Тодоров» (винарска изба Тодоров) (серебряная медаль за Мерло «Терес» 2001,[6] диплом за Каберне Совиньон «Трешианс Мистерии» 2003[7]).
- Black Sea Gold («Черноморское золото») — винно-коньячный завод в городе Поморие. Крупный производитель вин, ракии и бренди, экспортирует продукцию в Россию, Японию, США, европейские страны.[8]
- Винал АД
- Винарска изба «Странджа Шато-Росеново»
- Винпром Алвина (Добрич) — предприятие основано в 1947 году, расширено в шестидесятые годы XX-го века. Производит белые и красные столовые вина, преимущественно из сортов Мерло, Мискет, Мускат Оттонель и Каберне Совиньон.
- Ивена Коммерс, винный завод «Долнa Баня»
- Хеброс — Винпром
- Винпром Плевен — создан в середине XX-го века. Специализируется на Каберне Совиньон.
- Винпром Русе — существует с 1948 года.
- Магура (Рабиша) — существует с 1968 года. Этот район в северо-западной Болгарии схож по агроклиматическим условиям с районом Шампань — Арденны во Франции, что позволяет выращивать великолепный виноград сортов Шардоне, Алиготе и Ркацители, а также Гамза, Каберне Совиньон и Мерло. Вино бутилируется и затем выдерживается в знаменитой пещере Магура.
- ЛВК-Винпром Търговище
- Винарска изба «Розова долина» (город Карлово) создана в 1927 году. Производит вина из сортов Шардоне, Карловски мискет, Мускат, Каберне Совиньон и Мерло.
- Винекс Славянци АД (Славянци) существует с 1950 года. Это одна из наиболее известных болгарских виноделен, расположена в Сунгурларской долине. Производит вина из сортов Мискет червен, Мускат Оттонель, Шардоне, Рислинг, Траминер, Юни блан, Димят, Совиньон Блан, Шираз, Пино нуар, Каберне совиньон, Памид. Производит за год свыше 15 млн литров алгогольных напитков (вина, вермутов, ракии, бренди) и бутилирует, а также разливает вина в коробочные упаковки вместимостью от 3 до 20 литров. Предприятие много экспортирует в Россию, страны ЕС, Японию, США, Вьетнам и Малайзию. Продукция фирмы «Винекс Славянци» завоевала множество призов на международных конкурсах и выставках.[9]
- Винарска изба Палдин (Перуштица) основана в тридцатых годах XX-го века, приватизирована в 2000 году. Производит в основном красные вина Каберне Совиньон, Рубин, Мерло и Мавруд, но также и белые Мускат, Шардоне и Ркацители.
- Винарска изба «Братя Минкови» (Венец) основана в 1875 году. Производит белые, красные и розовые вина Совиньон Блан, Вионье (Viognier), Гевюрцтраминер, Шардоне, Коломбар (Colombard), Рислинг, Пино Нуар, Сира, Мерло, Каберне Совиньон, Каберне Фран.
- Винпром Карнобат (Венец) основан в 1953 году. Производит вина «Chateau Karnobat», а также крепкие алкогольные напитки — карнобатскую ракию, ракию «Кехлибар», бренди «Карнобат».
- Винарска изба Брезово (Брезово) существует с 1958 года, производит белые и красные вина Каберне Совиньон, Мавруд, Мерло, Шардоне, Мискет червен и Мускат.
- Винзавод «Асеновград» (Асеновград) Производит в основном красные вина Мавруд, Каберне Совиньон и Мерло.
- Домейн Менада в городе Стара-Загора принадлежит французской компании, производит в основном красные вина Мерло и Каберне Совиньон.
- Винарна Мелник основана в 1999 году в городе Петрич, производит красные и белые вина из сортов Шардоне, Каберне Совиньон, Широка Мелнишка лоза и Мерло.
- Винарска изба Мира в городе Сандански существует с 1993 года. Производит разливное и бутилированное вино из сортов Широка Мелнишка лоза, Мускат Отонел, Каберне Совиньон, Мерло, Совиньон блан и Керацуда.
- Винарска изба Вини-Бошкилов основана в 2003 году в городе Благоевград. Имеет собственные виноградники в юго-западной Болгарии. Производит вина из сортов Мерло, Каберне Совиньон и Мелник 55, которые поставляет на рынок под маркой «Ласкарево».
- Домейн Бояр (Шумен) — преемник Винпрома «Шумен», созданного в 1948 году. Производит вина из сортов Траминер, Шардоне, Совиньон Блан, Мускат и Димят, Алиготе, Мавруд. Экспортирует продукцию в Россию и страны ЕС.

## Винный туризм

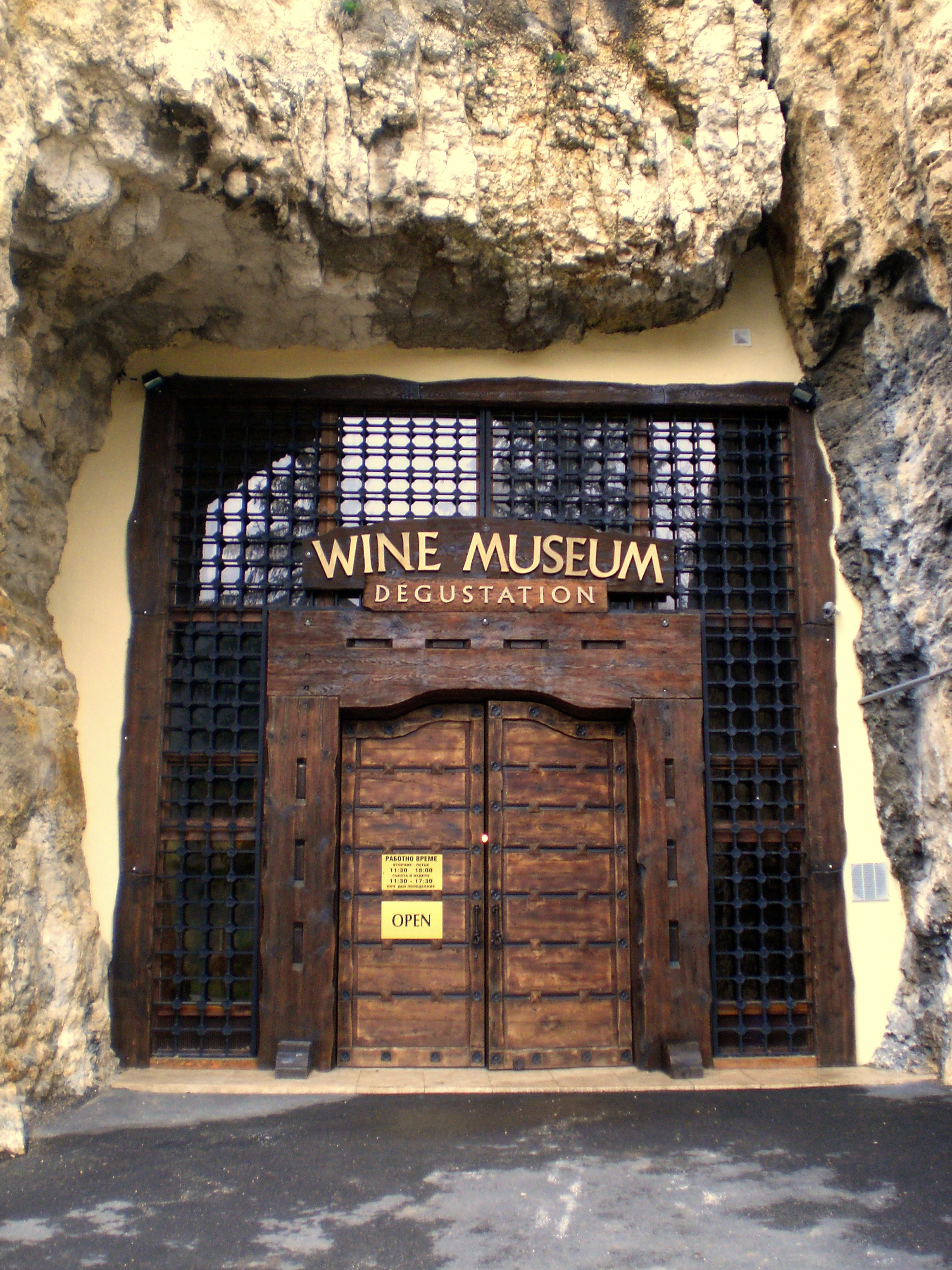
Музей вина в городе Плевен

В целях пропаганды болгарских вин производители организуют для туристов дегустации и винные туры, совмещённые с отдыхом на морском побережье или круизами по Дунаю.
Музей вина в городе Плевен находится в парке «Кайлака» (болг. Кайлъка).